# Partit de la Constitució (Estònia)
El Partit de la Constitució (estonià Konstitutsioonierakond), conegut fins a l'11 de febrer de 2006 com a Partit d'Unitat Popular Estonià (Eestimaa Ühendatud Rahvapartei/Obyedinnenaya Narodnaya Partiya Estonii) fou un partit polític estonià que basava el seu suport en els russos d'Estònia. Segons la Kaitsepolitsei (Policia de Seguretat Estoniana), el partit està controlat per Moscou i manté lligams amb grups com els Notxnoi Dozor
A les eleccions legislatives estonianes de 1999 va obtenir 6 escons, però a les de 2003 els va perdre, ja que només va obtenir el 2,2% dels vots, i a les de 2007 va obtenir 5.470 vots (1,0%) i continuà extraparlamentari. El 28 de juny de 2008 es va unir al Partit d'Esquerra Estonià per a formar el Partit d'Esquerra Unida Estonià.

## Resultats electorals
| Any  | Vots   | %         | Escons  | +/– | Govern            |
| ---- | ------ | --------- | ------- | --- | ----------------- |
| 1995 | 31,763 | 5.87 (#6) | 6 / 101 |     | Oposició          |
| 1999 | 29,682 | 6.13 (#7) | 6 / 101 |     | Oposició          |
| 2003 | 11,113 | 2.25 (#7) | 0 / 101 |     | Extraparlamentari |
| 2007 | 5,464  | 0.99 (#8) | 0 / 101 |     | Extraparlamentari |